# Babí (Náchod)
Babí (německy  Babe) je vesnice, část okresního města Náchod. Nachází se asi 2 km na severovýchod od Náchoda. Katastrem obce prochází železniční trať Týniště nad Orlicí – Meziměstí. V obci působil fotbalový klub Sokol Babí.
Babí leží v katastrálním území Babí u Náchoda o rozloze 2,16 km².

## Historie
První písemná zmínka o vesnici pochází z roku 1415.
V letech 1850–1930 byla samostatnou obcí a od roku 1950 se vesnice stala součástí města Náchod.

## Obyvatelstvo
| Rok            | 1869 | 1880 | 1890 | 1900 | 1910 | 1921 | 1930  | 1950  | 1961  | 1970  | 1980 | 1991 | 2001 | 2011 | 2021 |
| -------------- | ---- | ---- | ---- | ---- | ---- | ---- | ----- | ----- | ----- | ----- | ---- | ---- | ---- | ---- | ---- |
| Počet obyvatel | 306  | 284  | 582  | 726  | 935  | 946  | 1 170 | 1 046 | 1 047 | 1 010 | 842  | 738  | 769  | 769  | 635  |
| Počet domů     | 38   | 43   | 50   | 59   | 75   | 94   | 153   | 209   | 209   | 206   | 192  | 217  | 226  | 248  | 248  |

## Galerie

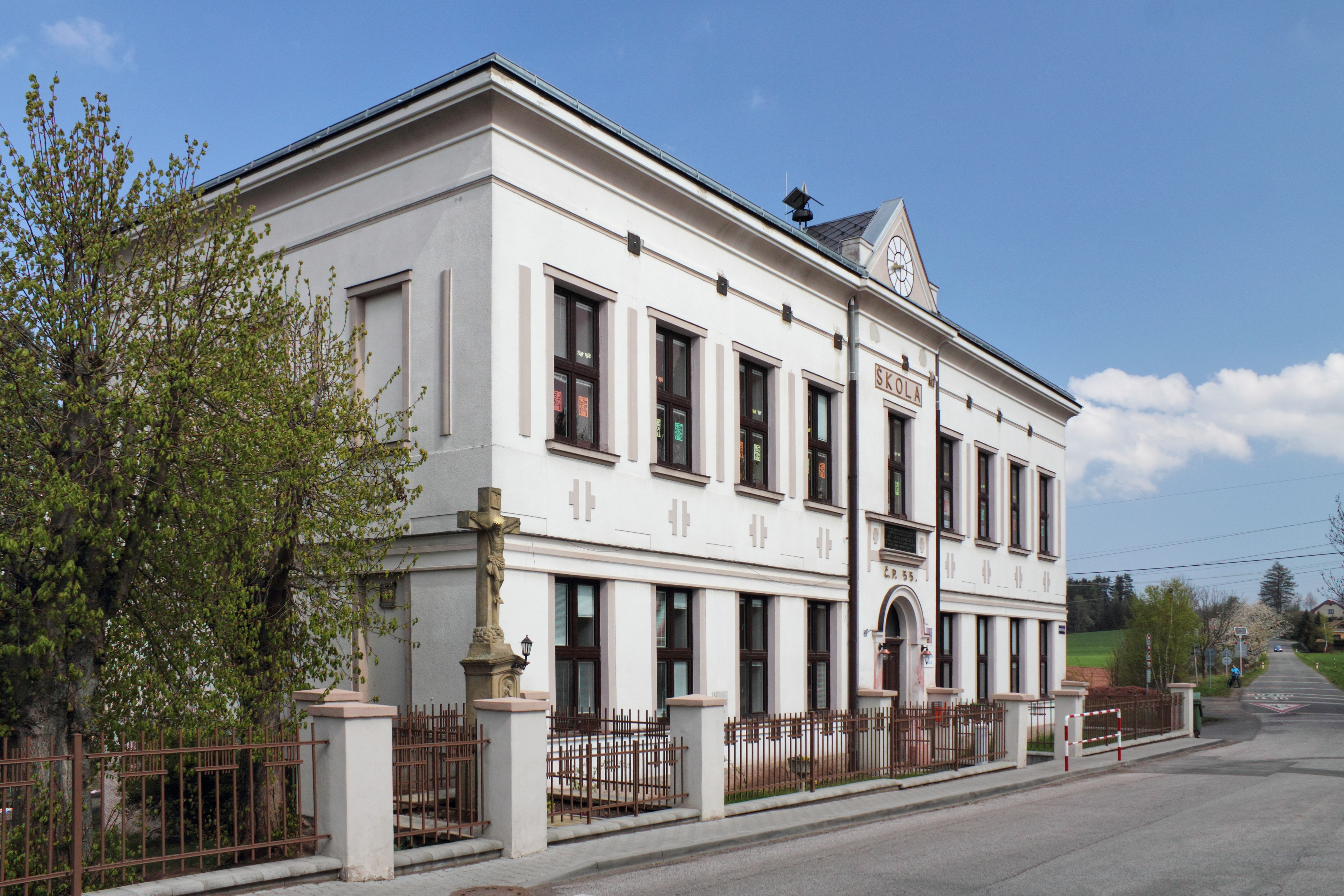
Škola
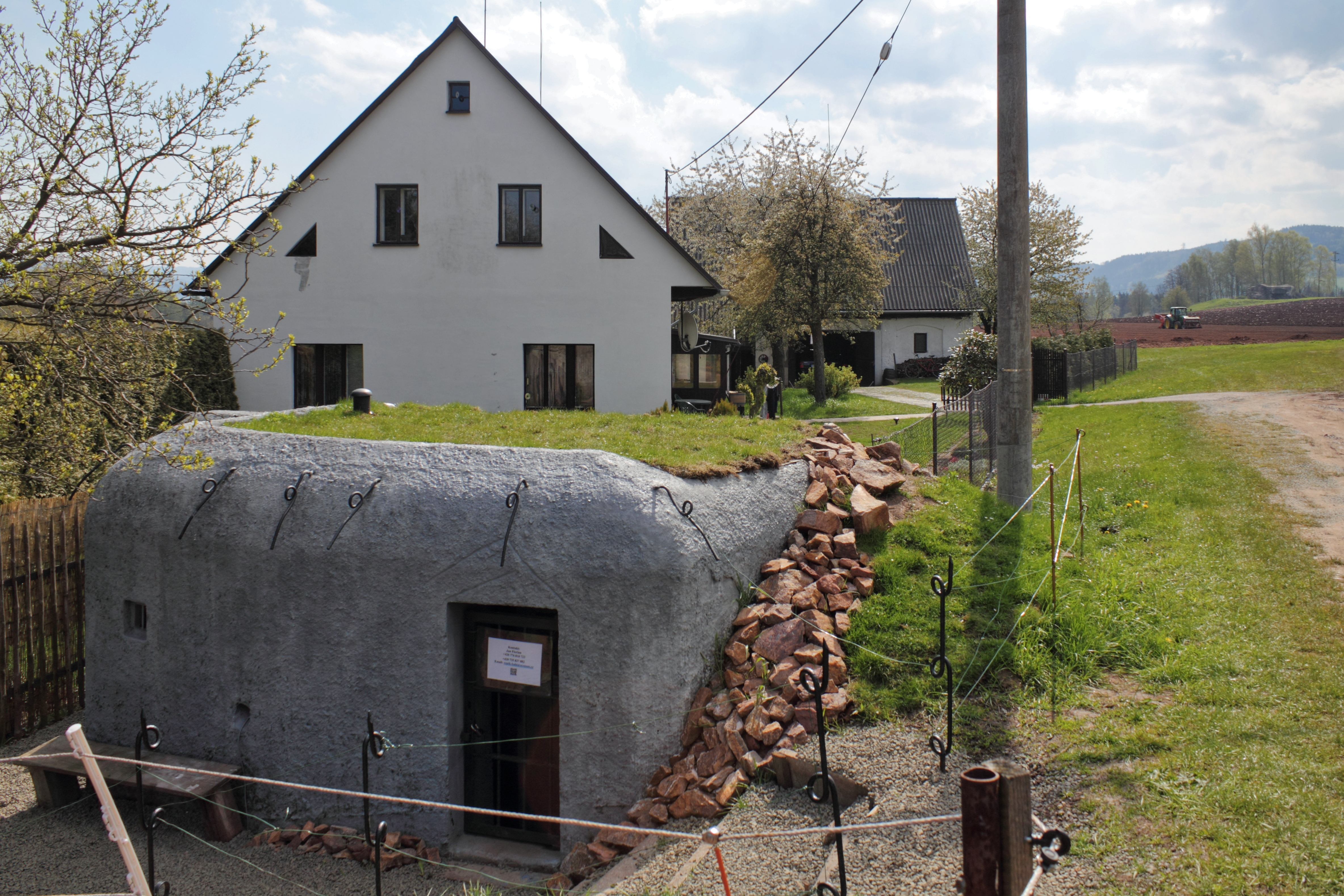
Řopík E2/32/D2 provozován jako muzeum
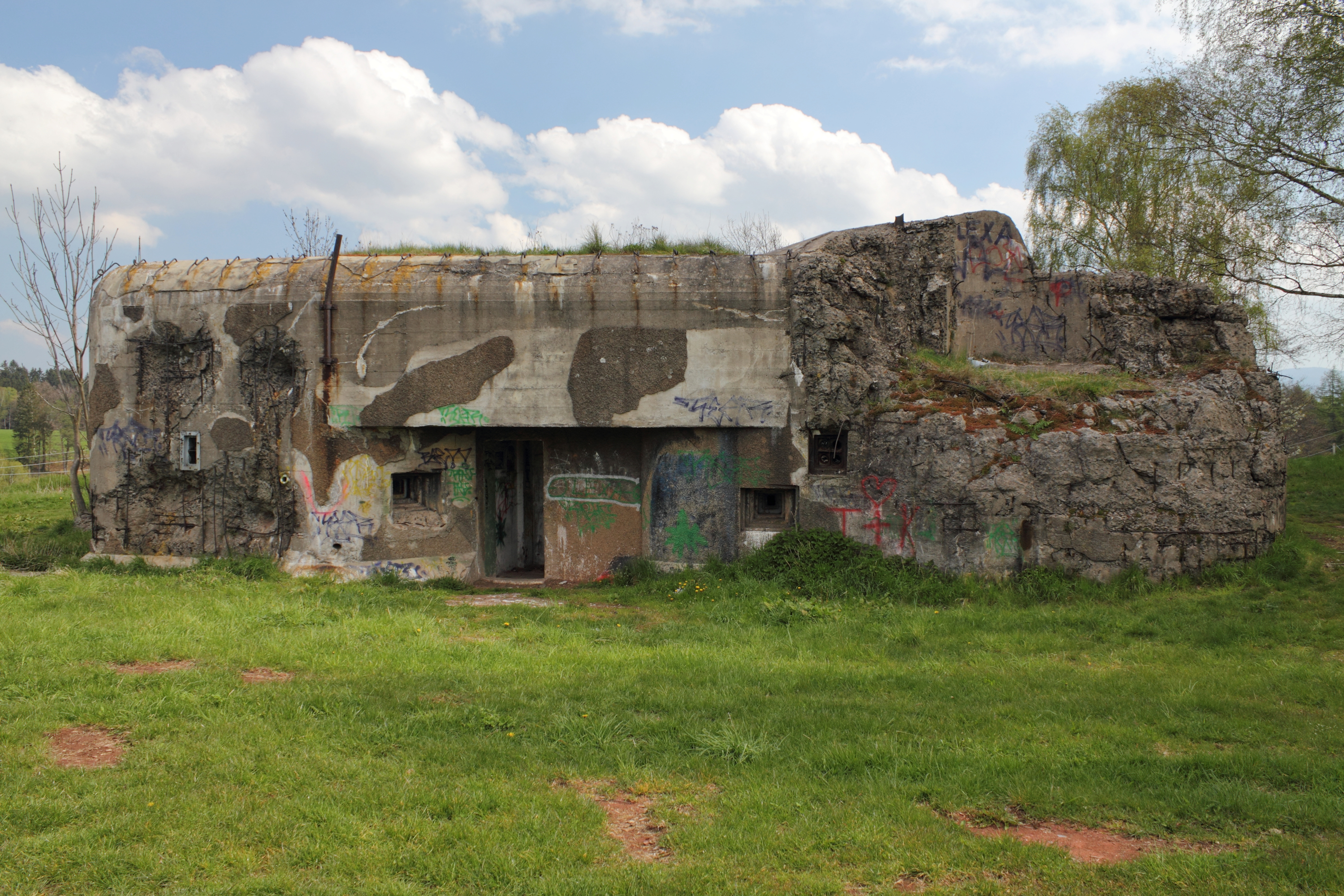
N-S 88 „Transformátor“
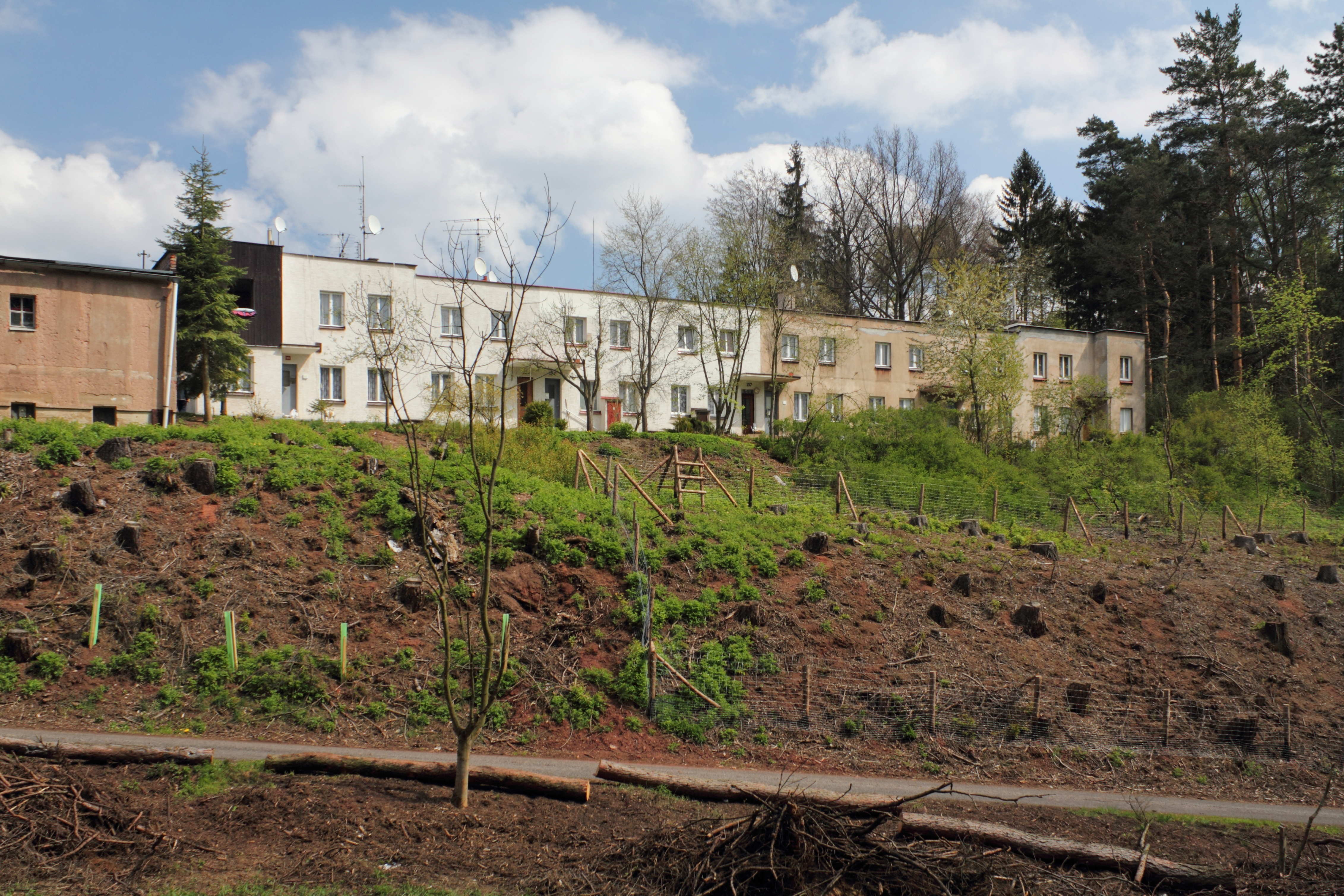
Dělnická kolonie